# Steve Pantelidis
Steven Pantelidis (n. Melbourne, 17 de agosto de 1983) es un futbolista australiano, de ascendencia griega. Juega de defensa y su actual equipo es el Oakleigh Cannons de la National Premier Leagues australiana.

## Selección nacional
Ha sido internacional con la Selección de fútbol de Australia Sub-20.

### Participaciones en Copas del Mundo
| Mundial                               | Sede                   | Resultado   |
| ------------------------------------- | ---------------------- | ----------- |
| Copa Mundial de Fútbol Sub-20 de 2003 | Emiratos Árabes Unidos | 8° de final |

## Clubes
| Club                      | País      | Año           |
| ------------------------- | --------- | ------------- |
| Altona East               | Australia | 2001-2002     |
| FC Aarhus                 | Dinamarca | 2003          |
| Melbourne Knights         | Australia | 2003-2004     |
| Oakleigh Cannons FC       | Australia | 2004          |
| Heidelberg United FC      | Australia | 2005          |
| Melbourne Victory         | Australia | 2005-2009     |
| Gold Coast United         | Australia | 2009-2011     |
| Bintang Medan FC          | Indonesia | 2011          |
| Perth Glory Football Club | Australia | 2011-2014     |
| Selangor FA               | Malasia   | 2014          |
| Oakleigh Cannons          | Australia | 2016-presente |